# Guerra de Arauco

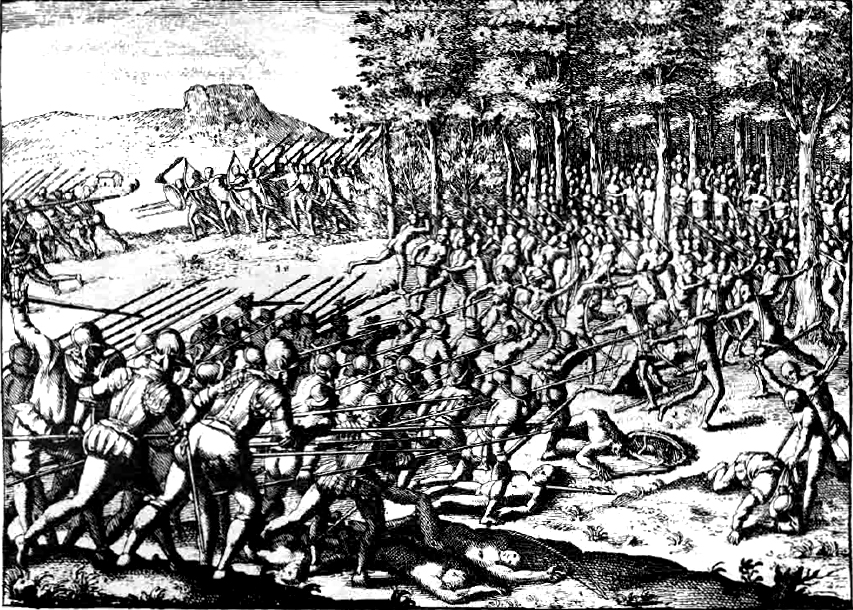
Ilustração da Guerra do Arauco por Gerónimo de Bibar, 1650.

A Guerra de Arauco foi um prolongado conflito que enfrentou os hispano-crioulos do reino do Chile pertencente ao Império Espanhol, contra o povo mapuche, e alguns aliados tal como os huilliches, picunches e cuncos.
A zona do conflito se estendia entre o Rio Biobío e o Golfo de Reloncaví situando-se principalmente entre Concepción e a zona costeira da atual VIII Região do Biobío, e a IX Região da Araucanía.
Este conflito durou um lapso de quase três séculos (1536 - independência do Chile), mas com diferentes graus de intensidade, chamando-se "guerra armada" propriamente a tal, por volta da metade deste período. Posteriormente traria como consequência o conflito Chileno-mapuche conhecido como "Pacificação da Araucanía", com o conflito se encerrando em 1810.